# Cebrones del Río
Cebrones del Río est une commune d'Espagne dans la province de León, communauté autonome de Castille-et-León. Elle s'étend sur 21,21 km2 et comptait environ 512 habitants en 2015.